# Verdun (circonscription provinciale)
Pour les articles homonymes, voir Verdun (homonymie).
Circonscription électorale provinciale du Canada
Verdun est une circonscription électorale provinciale du Québec. Elle est située dans la région administrative de Montréal.

## Historique
La circonscription de Verdun a été créée en 1965. Elle était alors formée d'une partie de l'ancienne circonscription de Montréal-Verdun. En 1972, elle cède à la circonscription de Sainte-Anne une partie de son territoire, y compris l'île des Sœurs. En 1980 le territoire de Verdun est décalé vers le sud quand la circonscription cède une autre section à Sainte-Anne et obtient une partie de Marguerite-Bourgeoys. Puis en 1992 Verdun revient pratiquement à ses limites de 1965.

## Territoire et limites
La circonscription couvre la partie du territoire de la ville de Montréal correspondant à l'arrondissement de Verdun.

## Liste des députés
| Législature                         | Années       | Député                 | Député                | Parti            |
| ----------------------------------- | ------------ | ---------------------- | --------------------- | ---------------- |
| Verdun Créée depuis Montréal-Verdun |              |                        |                       |                  |
| 28e                                 | 1966–1970    |                        | Claude Wagner         | Libéral          |
| 29e                                 | 1970–1973    | Lucien Caron           |                       | Libéral          |
| 30e                                 | 1973–1976    | Lucien Caron           |                       | Libéral          |
| 31e                                 | 1976–1981    | Lucien Caron           |                       | Libéral          |
| 32e                                 | 1981–1985    | Lucien Caron           |                       | Libéral          |
| 33e                                 | 1985–1989    | Paul Gobeil            |                       | Libéral          |
| 34e                                 | 1989–1994    | Henri-François Gautrin |                       | Libéral          |
| 35e                                 | 1994–1998    | Henri-François Gautrin |                       | Libéral          |
| 36e                                 | 1998–2003    | Henri-François Gautrin |                       | Libéral          |
| 37e                                 | 2003–2007    | Henri-François Gautrin |                       | Libéral          |
| 38e                                 | 2007–2008    | Henri-François Gautrin |                       | Libéral          |
| 39e                                 | 2008–2012    | Henri-François Gautrin |                       | Libéral          |
| 40e                                 | 2012–2014    | Henri-François Gautrin |                       | Libéral          |
| 41e                                 | 2014–2016    | Jacques Daoust         |                       | Libéral          |
| 41e                                 | 2016–2018    | Isabelle Melançon      |                       | Libéral          |
| 42e                                 | 2018–2022    | Isabelle Melançon      |                       | Libéral          |
| 43e                                 | 2022–présent |                        | Alejandra Zaga Mendez | Québec solidaire |

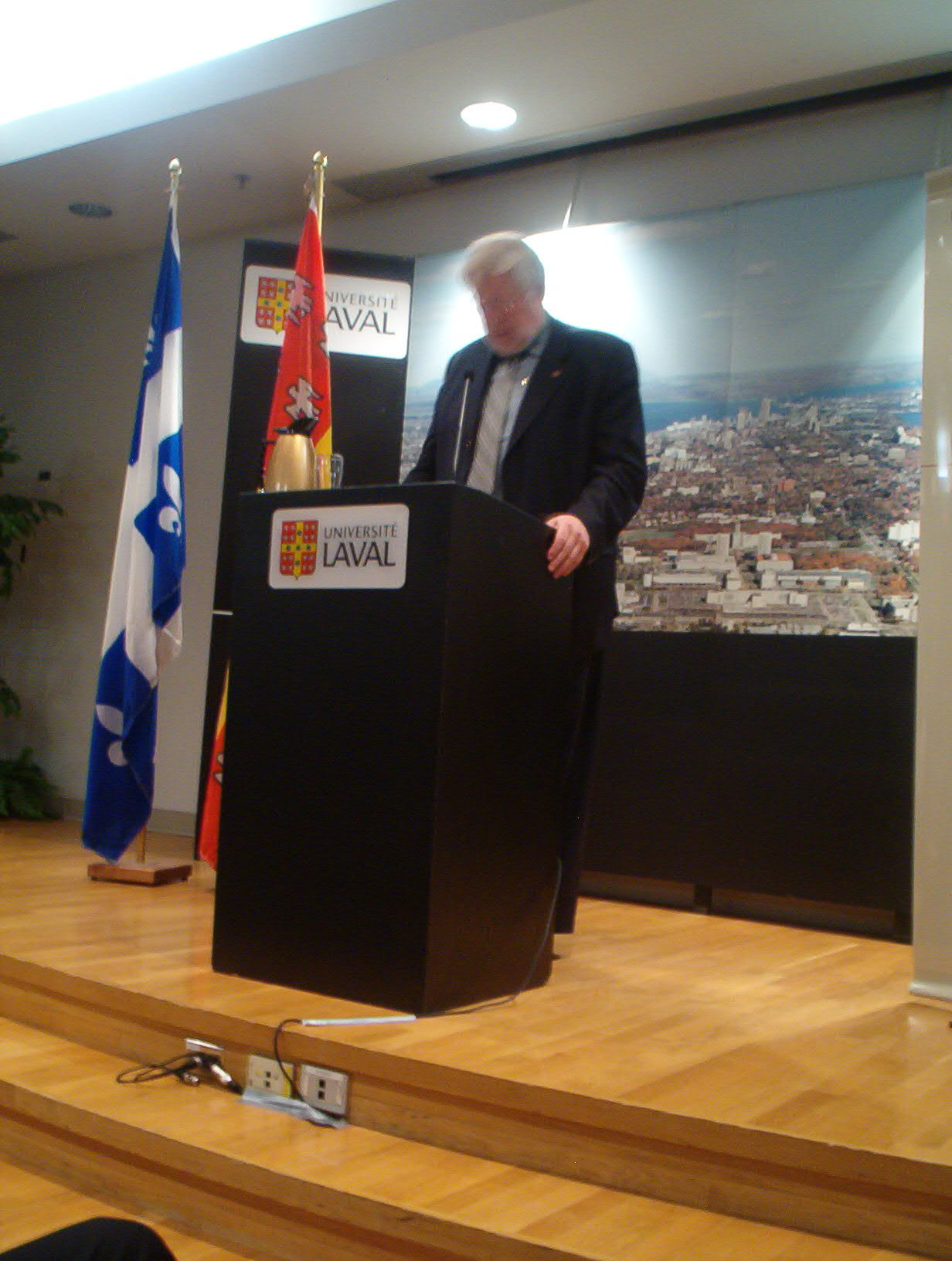
Henri-François Gautrin est député de 1989 à 2014 pour le Parti libéral du Québec.
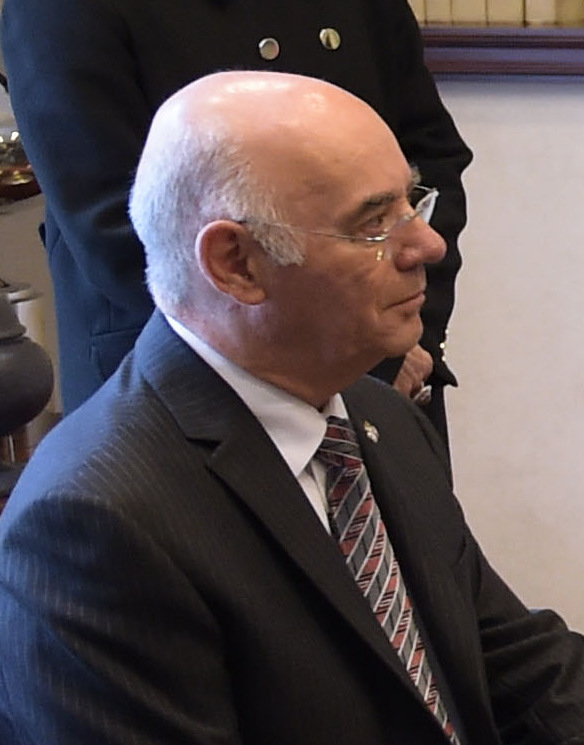
Jacques Daoust est député de 2014 à 2016 pour le Parti libéral du Québec.

## Résultats électoraux
| |
| - Parti libéral - Union nationale (ancien) - Parti québécois - Crédit social (ancien) - Parti égalité (ancien) - Action démocratique (ancien) - Québec solidaire - Coalition avenir - Parti conservateur |

## Référendums
| Année | Année | Référendum              | % du OUI | % du NON | # total de votes | Taux de participation |
| ----- | ----- | ----------------------- | -------- | -------- | ---------------- | --------------------- |
|       | 1980  | Référendum de 1980      | 31,09 %  | 68,91 %  | 30 384           | 87,52 %               |
|       | 1992  | Accord de Charlottetown | 53,66 %  | 46,34 %  | 23 796           | 85,04 %               |
|       | 1995  | Référendum de 1995      | 40,34 %  | 59,66 %  | 40 331           | 93,54 %               |